# Lotta Volkova
 (mars 2025).
Pour les articles homonymes, voir Volkov.
Lotta Volkova (née en 1984) est une styliste de mode et mannequin russe. Elle est styliste de mode pour Miu Miu et auparavant pour Vetements et Balenciaga.

## Jeunesse et éducation
Lotta Volkova est née en 1984 à Vladivostok, en Russie. Son prénom est inspiré de la chanson de Led Zeppelin Whole Lotta Love. Sa mère était professeur de physique et son père était capitaine de navire. 
C'est sa mère qui, dès son enfance, lui a inculqué l'idée qu'elle devait vivre selon ses propres règles. Lotta Volkova dit de sa mère : « Elle aimait le post-punk, le début des années 80, l'ère du rock alternatif, alors j'ai grandi dans cette atmosphère. » C'est sa mère qui lui a inculqué l'amour de la mode, elle emmenait sa fille de douze ans avec elle lors de ses sorties shopping à Londres et à Tokyo. Comme Lotta Volkova l'a admis : « J'avais des chaussures Prada et des pulls Dior by Galliano. ». 
Elle a vécu dans une région isolée de Russie, et Internet était un outil important pour elle pour trouver des informations. Dans une interview avec Jina Khayyer, elle a déclaré : « J'ai grandi à Vladivostok, en Russie, dans l'ex-URSS. Nous n'avions rien, mais nous avions Internet. J'étais obsédée par l'information. J'étais obsédée par la découverte. C'est toujours ma motivation, la découverte de nouvelles choses. ».
À 17 ans, elle déménage à Londres et s’inscrit à trois cours d’art. Lorsqu'elle fut en âge de le faire, elle s'inscrivit à Central Saint Martins où elle étudia l'art et le design,.

## Carrière
Elle crée sa première ligne de vêtements à Central Saint Martins. La ligne a été reprise par les concept stores Dover Street Market (en).
Elle s'installe à Paris en 2008. Son premier travail dans la mode à Paris est une séance photo pour Ellen von Unwerth.
En plus de son travail auprès de marques comme Vetements ou Balenciaga, Lotta Volkova est régulièrement saluée pour son esthétique avant-gardiste, mêlant références punk, culture post-soviétique et style de rue. Sa collaboration étroite avec Demna Gvasalia a contribué à façonner une nouvelle direction stylistique dans la mode contemporaine. Elle décrit son approche comme « très forte et un peu brute », et affirme vivre « de contrastes ».
En 2020, elle collabore avec Adidas sur une collection de vêtements et d'accessoires prêts-à-porter.
En 2022, elle lance sa première collection avec Jean-Paul Gaultier.

### Controverse
En 2022, une campagne publicitaire de Balenciaga a été fortement critiquée pour sa représentation d'enfants tenant des ours en peluche, sur le thème du BDSM, ainsi que pour avoir présenté un texte de la loi fédérale États-Unis c. Williams (2008). 
Lotta Volkova a reçu des critiques pour son implication dans la marque, ainsi que pour les publications Instagram qu'elle avait partagées et qui représentaient des photographies et des œuvres d'art à thème gothique et occulte,. 
Une photographie d'un mannequin portant deux poupées imbibées de sang a été largement diffusée à l'époque et présentée comme étant celle de Lotta Volkova. Plus tard, cela a été réfuté, car les photographies ont été attribuées à un mannequin anonyme prises lors de la Fashion Week chinoise de 2016.
De plus, Lotta Volkova n'avait pas travaillé avec Balenciaga depuis 2017 et n'avait aucune implication dans la campagne en question. Dans un communiqué de presse, un représentant de Volkova a déclaré : « Elle condamne les abus envers les enfants sous toutes leurs formes… Lotta Volkova n'a pas travaillé avec Balenciaga ou son équipe depuis 2017 et elle n'a en aucun cas participé aux récentes campagnes Instagram ou publicitaires de la marque. »